# Po Tisundimahrai
Po Tisundimahrai  (?-1765), sử nhà Việt gọi là Nguyễn Văn Thiết, là vua của tiểu quốc Panduranga (Champa) từ năm 1763 đến năm 1765.
Ông là Con trai của Po Rattiraydaputao, từ năm 1732 chúa Nguyễn tấn phong làm Thuận Thành trấn vương.

## Sách tham khảo
- Đại Nam liệt truyện